# Comme chez soi (téléfilm)
Pour le restaurant, voir Comme chez soi.
Comme chez soi est un téléfilm franco belge réalisé par Lorenzo Gabriele et diffusé pour la première fois le 22 novembre 2011 sur France 3.

## Fiche technique
- Scénario : Philippe Le Dem et Sedef Ecer
- Pays :  France  Belgique
- Production : Sylvette Frydman et Jean-François Lepetit
- Musique : Thierry Malet
- Durée : 87 minutes

## Distribution
- Élise Tielrooy : Cécile
- Philippe Lefebvre : Marc
- Sedef Ecer : Banu
- Özz Nûjen : Burhan
- Shemss Audat : Defné
- Hanna Cohen : Mine
- Maxime Coggio : Victor
- Jean-Noël Martin : Le patron de Marc
- Camille Verschuère : Betty
- Lika Minamoto : Jade